# Carolina's-veldtocht
De Carolina's-veldtocht was de laatste veldtocht van William T. Sherman tijdens de Amerikaanse Burgeroorlog.
In januari 1865 zette generaal-majoor William T. Sherman zijn opmars in noordelijk richting verder. Hij vertrok uit Savannah, Georgia en wilde via South en North Carolina aansluiting vinden met de Noordelijke legers in Virginia. De nederlaag van de Zuidelijke generaal Joseph E. Johnston in de Slag bij Bentonville in maart en de overgave van diens leger in april, betekent het verlies van het laatste grote leger van de Zuidelijke Staten in de Amerikaanse Burgeroorlog.

## Achtergrond

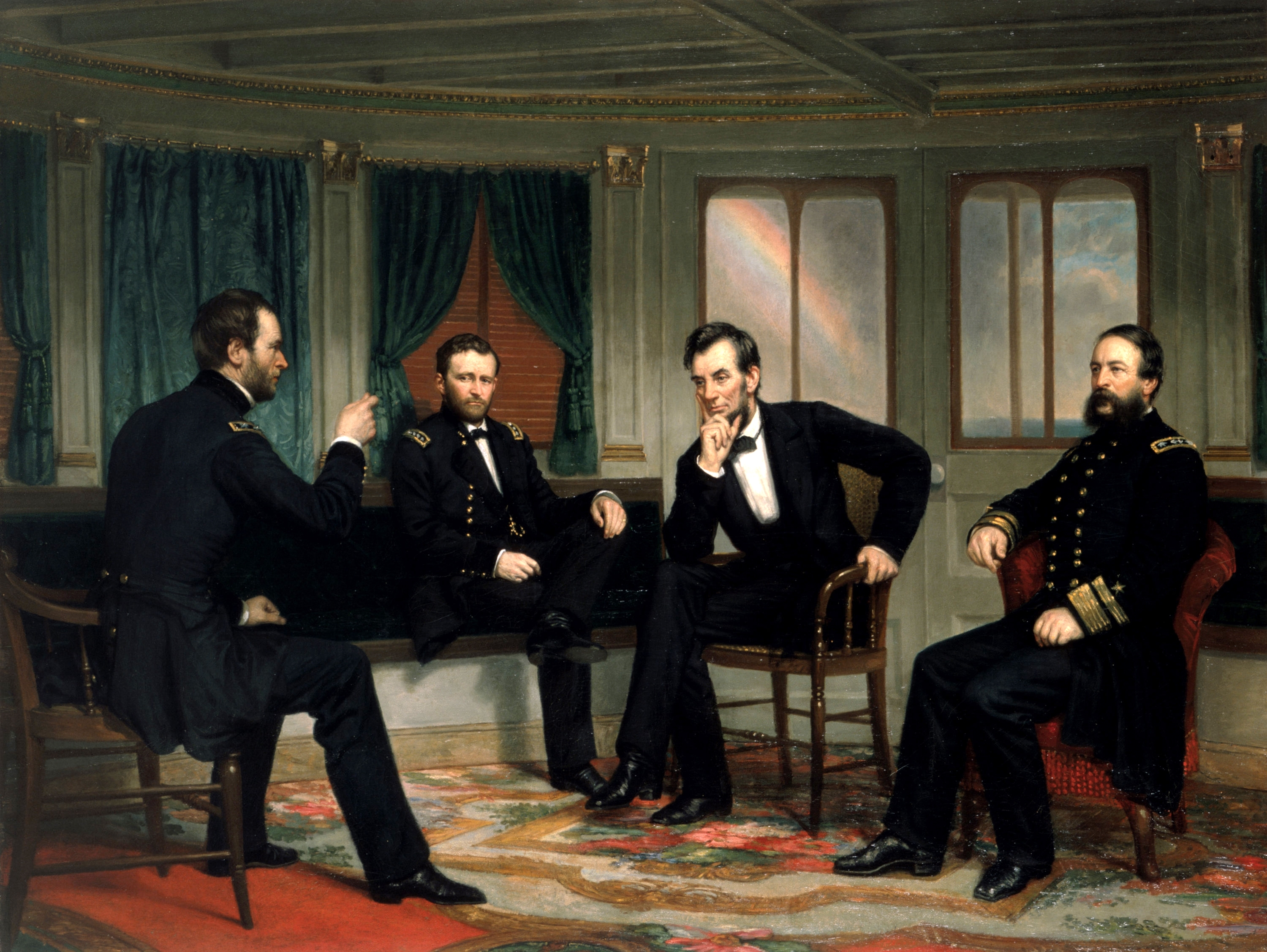
The Peacemakers, met v.l.n.r. William Tecumseh Sherman, Ulysses S. Grant, Abraham Lincoln en David Dixon Porter.

Nadat Sherman Savannah ingenomen had, het hoogtepunt uit zijn mars naar de zee, kreeg hij het bevel van luitenant-generaal Ulysses S. Grant, opperbevelhebber van het Noordelijke leger, om zijn troepen in te schepen en het Army of the Potomac en het Army of the James te versterken. Grant en zijn troepen belegerden op dit moment Robert E. Lee in Petersburg. Sherman overtuigde Grant echter om de opmars via North en South Carolina te houden. Onderweg zou hij alles van militaire waarde vernietigen. Sherman was zeer geïnteresseerd in het effect dat deze plundering en vernietiging zou hebben op het moreel van South Carolina, de eerste staat die zich afgescheurd had van de Verenigde Staten.
Shermans leger begon met de opmars vanuit Columbia, South Carolina in januari 1865. Hij verdeelde zijn leger van 60.079 man in drie colonnes, namelijk het Army of the Tennessee onder leiding van generaal-majoor Oliver O. Howard, het Army of the Ohio onder leiding van generaal-majoor John M. Schofield en twee korpsen, het XIV korps en het XX korps onder leiding van generaal-majoor Henry W. Slocum. Later zouden de twee korpsen de naam Army of Georgia krijgen. Tijdens de mars naar het noorden kreeg Sherman regelmatig versterkingen. Tegen 1 april bestond zijn legergroep uit 88.948 manschappen.
De Zuidelijke tegenstanders van Sherman hadden veel minder soldaten tot hun beschikking. Het belangrijkste leger was reeds zwaar gehavende Army of Tennessee, opnieuw onder het bevel van Joseph E. Johnston (hij was van zijn post ontheven na de Atlantaveldtocht). In maart telde zijn leger 9.513 manschappen. Tegen het midden van april telde het al 15.188 soldaten. Het leger telde drie korpsen onder leiding van luitenant-generaal William J. Hardee, Luitenant-generaal Alexander P. Stewart en luitenant-generaal Stephen D. Lee. De cavalerie bestond uit delen van de divisie van generaal-majoor Wade Hampton en een kleine eenheid onder leiding van generaal Braxton Bragg.
Sherman was van plan om de kleine Zuidelijke korpsen bij Augusta, Georgia en Charleston, South Carolina te vermijden om Goldsboro in North Carolina te bereiken. Zoals bij eerdere operaties marcheerden de eenheden van Sherman in verschillende colonnes om de ware bedoeling van zijn plan te verbergen. In eerst instantie is dit de stad Columbia.

## Slagen

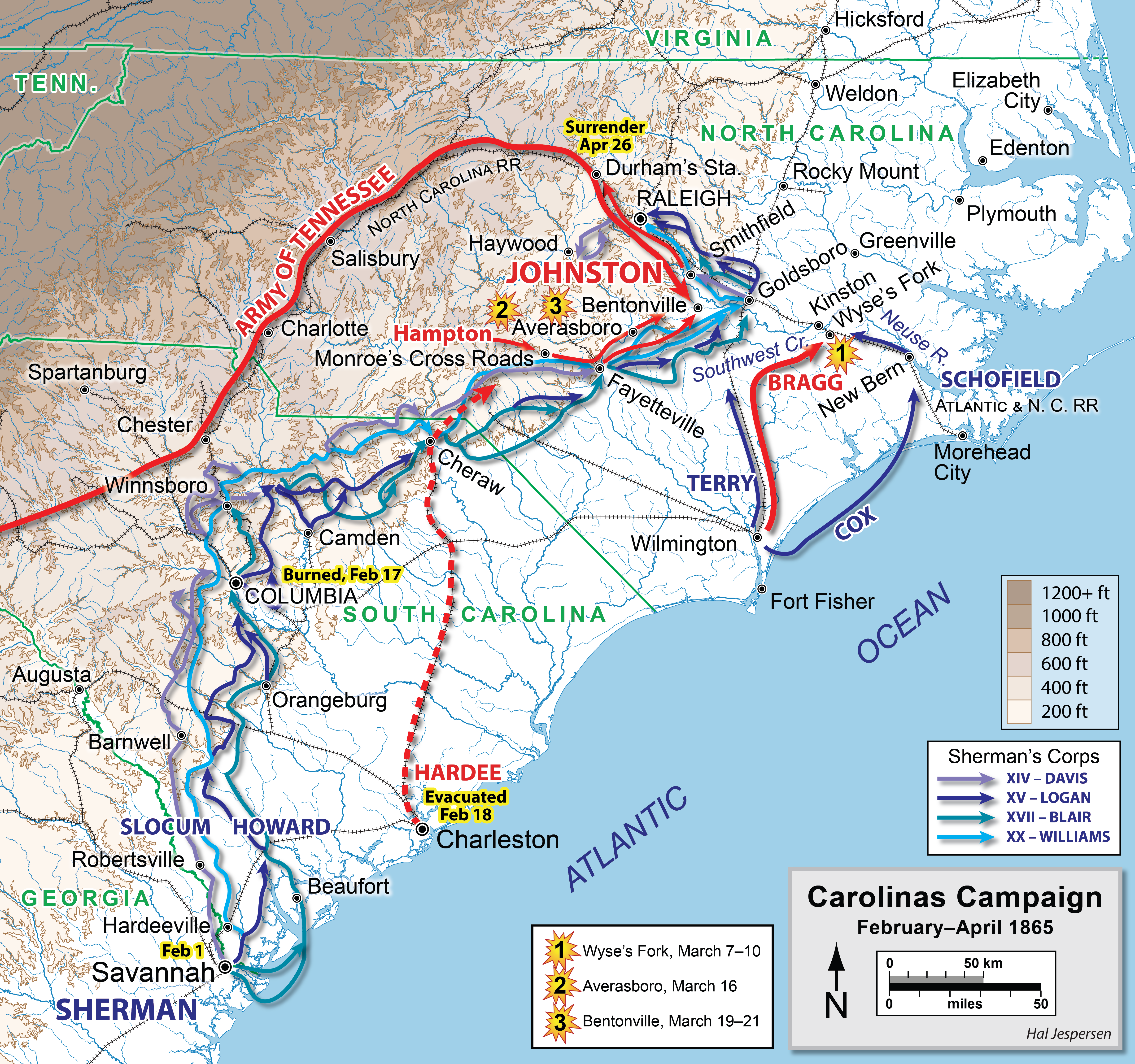
Bewegingen in de Carolina's-veldtocht

De volgende slagen maken deel uit van de Carolina's-veldtocht.
De Slag bij Rivers' Bridge (3 februari 1865)
De Zuidelijke divisie onder leiding van generaal-majoor Lafayette McLaws probeert de oversteek tegen te houden van de rechtercolonne van Shermans leger bij de Salkehatchie River. Een Noordelijke divisie onder leiding van generaal-majoor Francis P. Blair steekt de rivier over en valt McLaws in de flank aan. McLaws trekt zich terug naar Branchville. De Zuidelijken slagen er niet in van de Noordelijke opmars te vertragen.
Op 17 februari 1865 geeft Columbia zich over aan Sherman, terwijl Hamptons cavalerie zich uit de stad terugtrekt. De Noordelijke soldaten worden overweldigd door de ontvangst van Afro-Amerikanen en bevrijde Noordelijke krijgsgevangenen. Vele soldaten profiteren van de grote hoeveelheden drank die aanwezig zijn in de stad. Ze beginnen te drinken. Er ontstaan branden in de stad die door de wind aangewakkerd worden. Het grootste deel van het centrum wordt in de as gelegd. De branden in de stad zou nog veel stof doen opwaaien. Sommigen gaven de Noordelijke soldaten de schuld, sommigen de terugtrekkende Zuidelijke soldaten. Nog anderen beweerden dat de branden per ongeluk veroorzaakt werden. Op dezelfde dag evacueren de Zuidelijken Charleston. Op 18 februari vernietigen Shermans soldaten alles wat militaire waarde heeft of zou kunnen hebben in Columbia zoals spoorweginstallaties, pakhuizen, arsenalen en fabrieken. Op 22 februari geeft Wilmington zich over.
De Slag bij Wyse Fork (7 maart tot 10 maart 1865)
Begin februari vertrek Schofield met zijn troepen vanuit Wilmington het binnenland in. Generaal-majoor Jacob D. Cox krijgt het bevel om met zijn troepen vanuit New Bern naar Goldsboro te marcheren. Op 7 maart stuit Cox en zijn mannen op de Zuidelijke divisies onder leiding van Braxton Bragg bij Southwest Creek, net ten zuiden van Kinston, North Carolina. Op 8 maart vallen de Zuidelijke troepen de flank aan van de Noordelijken. Na een eerste succes, wordt de aanval verstoord door slechte communicatie. Op 9 maart krijgen de Noordelijken versterking. Ze slaan de verschillende Zuidelijke aanvallen met succes af op 10 maart. Bragg trok zich terug en kon de val van Kinston niet voorkomen.
De Slag bij Monroe's Cross Roads (10 maart 1865)
Terwijl Shermans legergroep zijn opmars in North Carolina verder zet, beschermd de cavalerie divisie onder leiding van generaal-majoor Judson Kilpatrick zijn linkerflank. Op 9 maart stopt de cavalerie bij de boerderij van Charles Monroe. Daar slaan ze hun kamp op. In de vroege ochtend van 10 maart doet Hamptons cavalerie een overval op het Noordelijke kamp. De Noordelijken worden in verwarring terug gedreven en verliezen hun artillerie en bevoorradingswagens. De Noordelijken hergroeperen en doen een tegenaanval. Na hevige gevechten slagen ze erin van hun kamp te heroveren. Met Noordelijke versterking op weg, besluit Hampton tot de terugtocht.
De Slag bij Averasborough (16 maart 1865)
In de namiddag van 15 maart stuit Kilpatricks cavalerie op het korps van Hardee. Hardee had zich opgesteld langs de Raleigh Road nabij Smithville. Na het aftasten van de Zuidelijke verdediging beslist Kilpatrick om te wachten op infanteriesteun. Tijdens de volgende nacht arriveren vier divisies van het XX korps om de Zuidelijken aan te vallen. In de vroege ochtend van 16 maart vallen de Noordelijken aan. Ze verdrijven de scherpschutters maar worden gestopt bij de hoofdlinie van de Zuidelijken. De Zuidelijken voeren een tegenaanval uit. In de late voormiddag voeren de Noordelijken opnieuw een aanval uit met nieuwe versterkingen. Ze breken door twee verdedigingslinies maar slagen er niet in van de derde linie te doorbreken. In de late namiddag arriveert het Noordelijke XIV korps. De eenheden kunnen zich niet op tijd opstellen door de moerassige grond. Hardee trekt zich tijdens de nacht terug. De Noordelijke opmars werd twee dagen opgehouden.
De Slag bij Bentonville (19 maart tot 21 maart 1865)
Terwijl de opmars van Slocum vertraagd werd bij Averasborough door Hardees troepen, marcheerde de colonnen onder Howard verder richting Goldsboro. Op 19 maart stuit Slocum op de posities van generaal Johnston bij Bentonville. Het leger van Johnston was nu 21.000 man sterk dankzij de versterking van Braggs troepen nadat ze uit Wilmington getrokken waren. In de late namiddag viel Johnston aan. Het Noordelijke XIV korps kreeg het zwaar te verduren. Alleen dankzij zware tegenaanvallen ten zuiden van de Goldsborough Road kon de Zuidelijke aanval afgeslagen worden. Eenheden van het XX korps werden in de strijd geworpen vanaf het tijdstip dat ze op het slagveld arriveerden. Vijf Zuidelijke aanvallen slagen er niet in om de Noordelijke posities te doorbreken. De gevechten stoppen maar na het invallen van de duisternis. Tijdens de nacht nam Johnston een verdedigende positie in. Op 20 maart worden Slocums troepen versterkt. Er wordt sporadisch gevochten. Op 21 maart behielden de Zuidelijken nog altijd hun positie. De gewonden worden weggebracht.
Langs het volledige front begonnen de vuurgevechten opnieuw. Generaal-majoor Joseph Mower leidt zijn mannen via Mill Creek naar de achterhoede van de vijand. De Zuidelijke voeren tegenaanvallen uit zodat de opmars van Mowers mannen een halt toegeroepen wordt. De Zuidelijke communicatielijn blijft gevrijwaard. Mower trekt zich terug. De gevechten zijn gestopt. Johnston trekt zijn eenheden gedurende de nacht terug. Noordelijke eenheden slagen erin om in de vroege ochtend de brug over Mill Creek te redden van vernietiging. Sherman hergroepeert bij Goldboro en zet de achtervolging in richting Raleigh.

## Gevolgen
In 50 dagen marcheerden de legers van Sherman 684 km. De Zuidelijke pogingen om Shermans opmars tegen te houden mislukten door een gebrek aan manschappen. Op 18 april 1865, drie dagen na de dood van president Abraham Lincoln, gaf Johnston zich over aan Sherman in Bennett Place. Na enige verwarring over de voorwaarden tot overgave werd de officiële overgave getekend. De Zuidelijke legers in North Carolina, South Carolina, Georgia en Florida staakten de strijd. Na de overgave van Robert E. Lee bij Appomattox Court House op 9 april 1865, hadden de resterende grote Zuidelijke eenheden zich overgegeven. De strijd was vrijwel voorbij, op enkele kleinere eenheden na die tot in de zomer de strijd voortzetten.